# اوستردک
اوستردک (به چکی: Ostředek) یک منطقهٔ مسکونی در جمهوری چک است که در ناحیه بنشوو واقع شده‌است. اوستردک ۱۲٫۹۷ کیلومتر مربع مساحت و ۳۶۳ نفر جمعیت دارد.